# Ignacio Palau Valenzuela
Ignacio Palau Valenzuela  (Guadalajara de Buga, 25 de marzo de 1850 - Santiago de Cali, 10 de enero de 1925) fue un filántropo, humanitario, médico, escritor y periodista colombiano, creador del departamento del Valle del Cauca, Colombia. Se destacó, entre otras cosas, por haber orientado periódicos como¨ El Correo Mercantil¨ (Ecuador), ¨La Patria¨ (en compañía de Manuel Carvajal) y el ¨Correo del Cauca¨; trabajó en cargos públicos y se convirtió en protagonista de la creación del Departamento del Valle del Cauca, a partir de su agitación política en el partido conservador, y perteneció, en calidad de suplente, a la primera junta directiva de la ¨Cámara de Comercio de Cali¨ (1906).
La Asamblea Departamental del Valle del Cauca creó en mayo de 2010 la Ordenanza Orden del Centenario Vallecaucano “Ignacio Palau Valenzuela”. En el marco de los actos conmemorativos del centenario de los 100 años del Valle del Cauca, el municipio de Guadalajara de Buga fue condecorado la Medalla Ignacio Palau Valenzuela

## Entorno familiar
Hijo del Dr. Francisco Antonio Palau (cartagüeño procedente de una familia de médicos de ascendencia catalano-valenciana afincada en el sur de Colombia) y Doña Susana Valenzuela Escobar (parte de una familia acomodada bugueña). La tradición familiar alternaba los nombres en varones entre Francisco e Ignacio, práctica aún mantenida hoy por sus descendientes. De su matrimonio con Mercedes Bustamante nacieron seis hijos: Susana, Francisco Antonio, Alfonso, Eduardo y Alberto. Los ¨Palau-Valenzuela¨ y ¨Palau-Bustamante¨ gozaron de una reconocida trayectoria política y social, en especial los hijos de Ignacio Palau, quienes jugaron un papel activo en la vida política local: Francisco Antonio, en el concejo municipal (1907, 1910-11), igual aconteció con Alberto (1928) y Alfonso (1931-33). Además, Alberto y Alfonso lograron una curul en la Cámara de Representantes (1917-19 y 1933-37 respectivamente).

## Correo del Cauca
El médico Ignacio Palau fue, sin embargo, un gran impulsor a la modernización empresarial e industrial de la ciudad de Cali. Apoyó la conformación del campo empresarial a través de su empresa industrial y comercial ¨Palau & Velásquez y Cía.¨, editora del ¨Correo del Cauca¨. Este periódico defendió desde sus columnas y artículos la causa conservadora, la moral y la religión.
En 1907 fue censurado por el dictador Rafael Reyes por su tesis independentista del Valle del Cauca. En 1939, salió el último ejemplar del Correo del Cauca, habiendo cumplido su misión histórica de fomentar la creación del departamento del Valle del Cauca.

## Creación del Valle del Cauca
En 1907, el Dr. Ignacio Palau comenzó a gestar y promover mediante cartas personales la creación del nuevo departamento, el cual pertenecía a Estado de Departamento del Cauca, que se extendía desde Popayán hasta Cartago. Popayán había disfrutado de una centralismo político desde la época colonial, lo cual perjudicaba el desarrollo de zonas como Santiago de Cali, Buga y Cartago. Por ello, fue catalogado como perturbador del orden y antipatriota por el entonces dictador General Rafael Reyes presidente de la república.
El 6 de noviembre de 1907, Ignacio Palau publica un artículo en el periódico «El Correo del Cauca» explicando y defendiendo su tesis por las que la zona correspondiente al valle del Cauca entre la costa del Pacífico pasando la Cordillera Occidental hasta la Cordillera Central debería formar un departamento independiente.  El Doctor Palau fundamentaba su idea en los artículos 5ª y 45 de la Constitución Nacional de 1886, pues el Valle del Cauca reunía los requisitos establecidos por la constitución para ser un nuevo departamento y el mal uso que hacía Popayán de los recursos de toda la provincia.<
A raíz de la publicación, el dictador Rafael Reyes decreta censura a su periódico quedando en claro la persecución a la libre expresión. Por ello el Doctor Palau, fue sometido a la más rigurosa vigilancia y persecución por parte del gobierno, de la dictadura de Reyes y de sus esbirros, al extremo de decretársele confinamiento a Mocoa, que gracias a Monseñor Manuel Antonio Arboleda Scarpetta, le fue cambiado a Popayán.
El 31 de agosto de 1908 se establece el Decreto 916 basado en la Ley 1ª de 5 de agosto del mismo año, por la cual se divide el territorio nacional en 46 departamentos, entre los cuales contaron a Cali, Buga y Cartago como tales. Posteriormente se expide la Ley 65 del 14 de diciembre de 1909, que establecía que desde el 1º de abril de 1910, se restablecía la división territorial anterior. En virtud de esta ley el Valle volvía a pertenecer al antiguo Estado Soberano del Cauca, o Cauca Grande, pero los vallecaucanos residentes en Bogotá iniciaron de inmediato gestiones para la creación del nuevo departamento.
Al comprobarse el número de habitantes del Valle del Cauca y que su sección reunía los requisitos exigidos por la constitución del momento para ser Departamento, y al darse cuenta el gobierno nacional de la necesidad de su creación, fue organizado el Departamento del Valle del Cauca.  Así que, por el Decreto No 340 de 16 de abril de 1910 se dividió el territorio del país en trece departamentos, y se reunieron los antiguos departamentos de Cartago, Buga, y Cali para formar uno solo, con el nombre de Departamento del Valle del Cauca y en el mismo decreto se eligió como capital a Santiago de Cali.